# Milena Raičević
Milena Raičević (Podgorica, 12 de marzo de 1990) es una jugadora de balonmano montenegrina que juega de central en el ŽRK Budućnost. Es internacional con la selección femenina de balonmano de Montenegro.

## Palmarés

### ŽRK Budućnost
- Liga de Campeones de la EHF femenina (2): 2012, 2015
- Liga de Montenegro de balonmano femenino (13): 2008, 2009, 2010, 2011, 2012, 2013, 2014, 2015, 2016, 2017, 2018, 2019, 2021
- Copa de Montenegro de balonmano femenino (14): 2008, 2009, 2010, 2011, 2012, 2013, 2014, 2015, 2016, 2017, 2018, 2019, 2020, 2021

## Clubes
| Club          | País       | Año         |
| ------------- | ---------- | ----------- |
| ŽRK Budućnost | Montenegro | 2007 - 2021 |
| Kastamonu GSK | Turquía    | 2021 - 2022 |
| ŽRK Budućnost | Montenegro | 2022 - Act. |